# 愛農学園農業高等学校
愛農学園農業高等学校（あいのうがくえんのうぎょうこうとうがっこう）とは、三重県伊賀市にある私立の全寮制農業高等学校。独立の農業高校としては日本で唯一の私立高校である。設置主体は、学校法人愛農学園であり、社団法人全国愛農会を母体とする。
キリスト教学校教育同盟加盟校。
教育方針（抜粋）:「神を愛し、人を愛し、土を愛する」精神を養う。
建学の精神（抜粋）:「汝の農場をもって神の栄光を表わせ」。
1学年25人以下の少人数教育制をとり、学生数は3学年合計63人（2019年度時点）と、学生数が日本最少の農業高校でもある。職員やその家族を含めると約100人が10ヘクタール程度の敷地で暮らしている。     

## 沿革
主に公式サイト「歴史」項による。
- 1954年　和歌山市小豆島の小谷純一、小谷宅に愛農塾を開く。
- 1954年　現在地に長期道場を落成し、中学卒業生を収容。全寮制として2ヶ年の教育を開始する。
- 1958年　愛農根本道場を愛農学園と改称し、高等部とする。
- 1959年　高等部を3年制度する。
- 1963年　全国愛農会総会において、学校法人愛農学園を設立し、私立愛農学園農業高等学校を設置することを可決。
- 1963年　学校法人愛農学園寄附行為認可。同時に愛農学園農業高等学校の設置が認可された。
- 1964年　開校式、第1回生入学。
- 1967年　農業専攻科認可される。
- 1994年　農業専攻科を選択制へ移行。
- 1997年　韓国への修学旅行を開始。
- 1998年　キリスト教学校教育同盟加入。 文部省の特色教育モデル事業校の指定を受ける。
- 2003年　留学生受け入れ開始。大講堂大改修。
- 2010年　本館再生工事着工（3階建→2階建への減築や太陽熱利用などによる省エネルギー化[2]）。

## 教育
1年生で農業の基礎を学び、2年進級前に6部門から専門を決める。選択肢は作物、野菜、果樹、酪農、養鶏、養豚である。鶏は約1500羽、豚は約100頭を飼育している。野菜部は60アールの畑と6.5アールのビニールハウスを、果樹部は52アールの果樹園を使う。敷地外には演習林のほか、水田もあり合鴨農法を実践している。かつては生産効率を重視していたが、1972年から有機無農薬栽培に切り替えた。「愛農ナチュラルポーク」というブランド豚肉として加工・販売する豚も、抗生物質やホルモン剤は投与しない。
その他の特色（抜粋） 
- 朝拝講話（月〜土）
- 3年卒業後、希望者には農業専攻科として1カ年農業経営実習を行う。

## アクセス
- 近鉄大阪線青山町駅から徒歩15分

## 姉妹校
- プルム農業高等技術学校(韓国)
- キリスト教愛真高等学校
- 酪農学園大学附属とわの森三愛高等学校
- 基督教独立学園高等学校